# یونکرس یو ۸۸
یونکرس یو ۸۸ (به آلمانی: Junkers Ju 88) یک هواگرد دو موتوره چند منظوره ساخت شرکت یونکرس در آلمان بود که اواسط دهه ۱۹۳۰ طراحی و به صورت گسترده در طول جنگ جهانی دوم توسط لوفت‌وافه به‌کاربرده شد.

## طراحی و استفاده
یونکرس یو ۸۸ در پاسخ به درخواست فوری دفتر فنی وزارت هوانوردی رایش  برای یک بمب‌افکن پر سرعت برای لوفت‌وافه در حال گسترش، طراحی شد. پیش‌نمونه نخستین بار روز ۲۱ دسامبر سال ۱۹۳۶ به خلبانی کارل کیندرمان به پرواز درآمد. این هواگرد تمام‌فلزی دو موتور خطی دایملر-بنتس دی‌ب ۶۰۰آ با توان ۱٬۰۰۰ اسب بخار داشت که آن را به حداکثر سرعت ۴۶۵ کیلومتر بر ساعت می‌رساند. پیش‌نمونه دوم اساساً مشابه آن بود با این تفاوت که سال ۱۹۳۸ موتور شعاعی یونکرس یومو ۲۱۱آ جایگزین شد. این موتور حداکثر سرعت را به ۵۲۰ کیلومتر بر ساعت رساند و سفارش تولید انبوه را به همراه داشت. تعدادی از هواگردهای پیش تولید یو ۸۸آ-۰ تابستان سال ۱۹۳۹ تکمیل شدند. هواگرد قابلیت بالایی در هدف‌گیری دقیق در نقش بمب‌افکن شیرجه‌ای نشان داد و بدین منظور ترمزهای هوایی چند تکه در زیر بال‌های آن نصب شد. نخستین مدل تولیدی یو ۸۸آ-۱ به یگان ۸۸ آزمایش تحویل شد. این یگان ماه اوت سال ۱۹۳۹ به گروه ۱ جناح ۲۵ رزمی و مدت کوتاهی بعد به گروه ۱ جناح ۳۰ رزمی تغییر عنوان داد. با آغاز جنگ جهانی دوم، ماه سپتامبر نخستین مأموریت عملیاتی این هواگردها حمله به کشتی‌های جنگی بریتانیایی در خور فورث در شرق اسکاتلند بود. تا پایان این سال حدود ۶۰ هواگرد عملیاتی در حال خدمت بودند. سال ۱۹۴۰ از یو ۸۸ در کارزارهای مختلف در سرتاسر اروپا، از جمله در جریان در بمباران‌های شبانه علیه بریتانیا، به شکل روز افزون استفاده شد.
مدل یو ۸۸آ در ۱۷ گونه مختلف با موتورهای ارتقا یافته، تسلیحات دفاعی تقویت‌شده و قابلیت‌های دفاعی بهبود یافته، تولید شد. پرکاربردترین گونه یو ۸۸آ-۴ بود که در اروپا و شمال آفریقا خدمت کرد. این نخستین گونه بود که بر اساس تجربیات نبردهای فرانسه و بریتانیا، بهسازی‌های فنی در آن اعمال می‌شد. در این مدل طول بال‌ها افزایش یافت، موتور یومو ۲۱۱یوت به کار رفت و تسلیحات دفاعی سنگین‌تر شد. بیست فروند از مدل یو ۸۸آ-۴ به فنلاند و چند فروند دیگر به ایتالیا، رومانی و مجارستان تحویل گردید.
از هواگردهای یو ۸۸آ در بالکان، مدیترانه و جبهه شرقی استفاده فراوانی شد. جناح‌های ۲۶ و ۳۰ رزمی با استقرار در شمال نروژ، آن‌ها را به شکل مؤثری در نواحی شمالگان به‌کار بردند و حملات مخربی علیه کاروان‌های دریایی کمک به شوروی، به اجرا گذاشتند.
مدل یو ۸۸ب برنامه توسعه مجزایی داشت و در نهایت به پدیداری یونکرس یو ۲۸۸ منجر شد.
مدل بعدی یو ۸۸سی از گونه جنگنده سنگین بود. نخستین نسخه از آن یو ۸۸سی-۲ بود که از یو ۸۸آ-۱ تبدیل شد و سه مسلسل ام‌گه ۱۷ و یک توپ خودکار ۲۰ میلی‌متری ام‌گه اف‌اف در دماغه داشت. یک مسلسل ام‌گه ۱۵ هم در جایگاه تیربارچی دم بود. این مدل اواخر تابستان سال ۱۹۴۰ در قالب جناح ۱ شکاری شبانه وارد خدمت شد و در حمله پایگاه‌های نیروی هوایی بریتانیا در جزیره بریتانیا مورد استفاده قرار گرفت. متعاقب آن، مدل یو ۸۸سی-۴ با طول بال مشابه یو ۸۸آ-۴ بود. در مدل یو ۸۸سی-۶ دو توپ خودکار ۲۰ میلی‌متری دیگر به تسلیحات جلویی افزوده شد و مسلسل ام‌گه ۱۵ پشت با مسلسل ام‌گه ۱۳۱ جایگزین گشت. از این مدل به عنوان جنگنده شبانه و روزانه استفاده شد.
آخرین گونه جنگنده یو ۸۸گه بود که بهار سال ۱۹۴۴ پدید آمد و از دم مکعبی یو ۱۸۸ استفاده می‌کرد. این گونه مجهز به رادار بهبود یافته لیختن‌اشتاین، یک جنگنده شبانه بسیار مؤثر بود.
مجموعاً ۱۴٬۶۷۶ فروند از هواگردهای یو ۸۸ تولید شد که حدود ۳٬۹۰۰ فروند از آن‌ها از گونه‌های جنگنده یا هواگرد تهاجمی بودند.

## مشخصات فنی
یو ۸۸:
مشخصات عمومی
- خدمه: ۴ نفر
- طول: ۱۴٫۴ متر
- طول بال: ۲۰ متر
- ارتفاع: ۴٫۸۵ متر
- وزن بارگذاری‌شده: ۱۴٬۰۰۰ کیلوگرم

- نیرومحرکه: ۲ × موتور وی معکوس ۱۲ سیلندر یونکرس یومو ۲۱۱یوت: هر یک ۱٬۳۴۰ اسب بخار

عملکرد
- حداکثر سرعت: ۴۵۰ کیلومتر بر ساعت در ۶٬۰۰۰ متری
- سقف پرواز: ۸٬۲۰۰ متر
- برد: ۲٬۷۳۰ کیلومتر

تسلیحات
- تا ۷ × مسلسل ۷٫۹۲ میلی‌متری ام‌گه ۱۵ یا توپ خودکار ام‌گه ۸۱ در جایگاه‌های دماغه، کف و سقف
- تا ۳٬۶۰۰ کیلوگرم بمب در درون و بیرون هواگرد